# Mateo Klimowicz
Mateo Klimowicz (ur. 6 lipca 2000 w Córdobie) – niemiecki piłkarz argentyńskiego pochodzenia występujący na pozycji skrzydłowego lub ofensywnego pomocnika w meksykańskim klubie Atlético San Luis. Były zawodnik reprezentacji Niemiec do lat 21. Wychowanek Instituto AC. Syn Diego Klimowicza, bratanek Javiera Klimowicza.